# Singoli (città)
Singoli è una suddivisione dell'India, classificata come nagar panchayat, di 8.307 abitanti, situata nel distretto di Neemuch, nello stato federato del Madhya Pradesh. In base al numero di abitanti la città rientra nella classe V (da 5.000 a 9.999 persone).

## Geografia fisica
La città è situata a 24° 58' 0 N e 75° 17' 60 E e ha un'altitudine di 362 m s.l.m..

## Società

### Evoluzione demografica
Al censimento del 2001 la popolazione di Singoli assommava a 8.307 persone, delle quali 4.260 maschi e 4.047 femmine. I bambini di età inferiore o uguale ai sei anni assommavano a 1.267, dei quali 691 maschi e 576 femmine. Infine, coloro che erano in grado di saper almeno leggere e scrivere erano 5.387, dei quali 3.238 maschi e 2.149 femmine.